# Departamento Junín (San Luis)
Junín es un departamento de la provincia de San Luis, Argentina.
Tiene 2.476 km² y limita al oeste con el departamento de Ayacucho, al sur con los de San Martín y Chacabuco, al este y al norte con la provincia de Córdoba.

## Localidades
- Carpintería
- Cerro de Oro
- Lafinur
- Los Cajones
- Los Molles
- Merlo
- Santa Rosa de Conlara
- Talita

## Parajes
- Bañado de Cautana
- Balde de Escudero
- Capilla de Romero
- Cerrito Blanco
- Injertos
- La Aguada
- La Invernada
- La Médula
- La Quebrada
- La Unión
- Las Chilcas
- Las Islitas
- Las Lomitas
- Las Palomas
- Los Argüellos
- Los Chañares
- Los Duraznitos
- Los Quebrachos
- Ojo del Río
- Paso Ancho
- Piedra Blanca
- Punta del Agua
- Rincón del Este
- Rosario

## Demografía
| Población | 8.126 | 8.024  | 10.605  | 12.796  | 11.338  | 9.973   | 10.933 | 13.452  | 20.271  | 28.933  | 40.361 |
| Variación | -     | -1,25% | +32,16% | +20,66% | -11,39% | -12,03% | +9,62% | +23,04% | +50,69% | +42,10% | +39,5  |

Fuente: Instituto Nacional de Estadísticas y Censos, INDEC